# Ross Mayfield
Pour les articles homonymes, voir Mayfield.

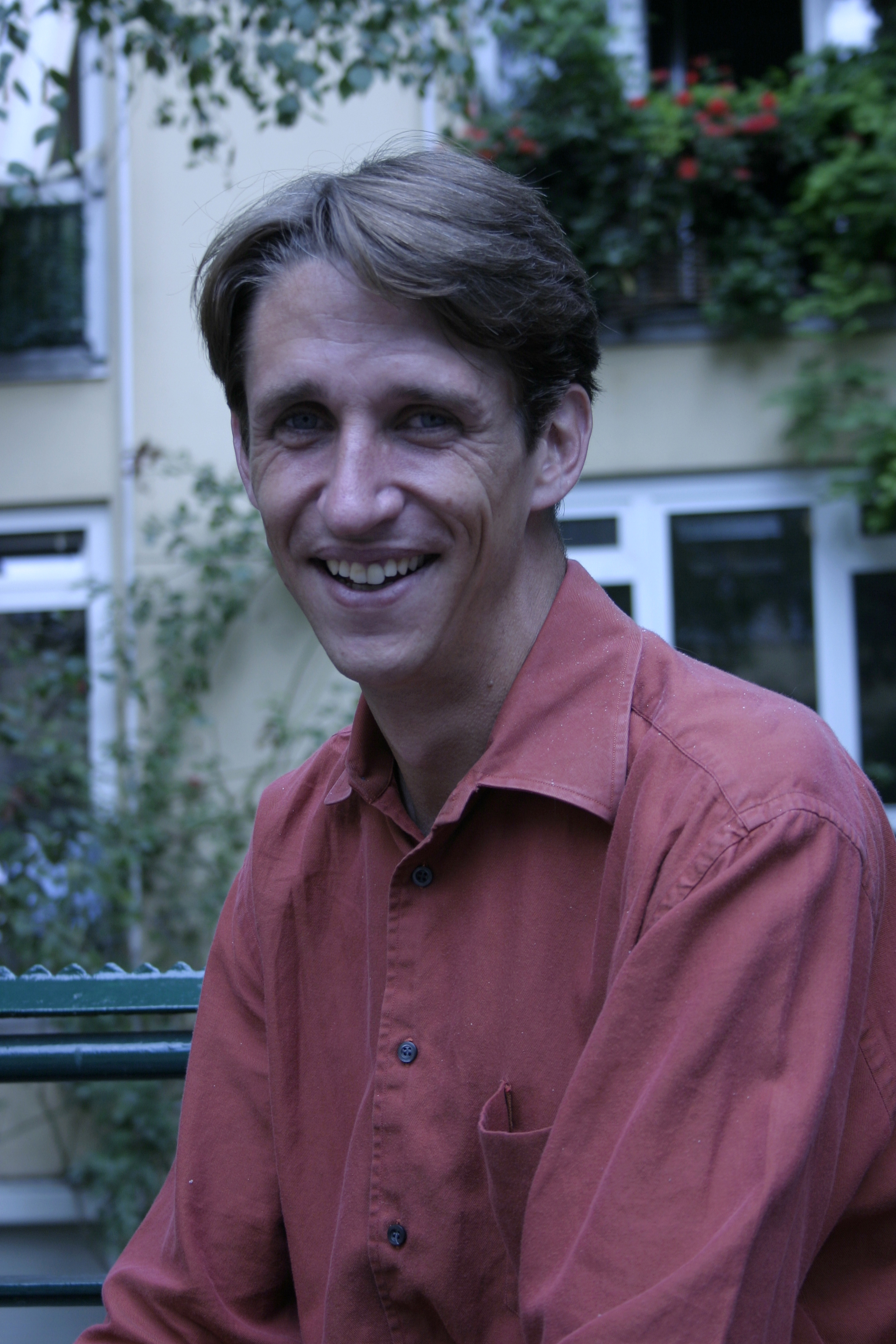
Ross Mayfield

Ross Mayfield est le cofondateur et ouvrier de Socialtext, basée à Palo Alto en Californie. Il est également conférencier.
Il a étudié à l'Université de Californie (Los Angeles, UCLA) puis à l'Anderson School of Business. Il a 10 ans d'expérience dans la gestion de startup. Il a également cofondé RateXchange, ainsi qu'une entreprise de web design.
Mayfield commença sa carrière dans le secteur non commercial avec la fondation U.S.-Baltic et fut conseiller du président de l'Estonie.